# Saynète
Une saynète est une petite comédie bouffonne, à mi-chemin entre l’opérette et la chanson comique et humoristique. 
Issu du théâtre espagnol, ce qui explique l'origine du mot, ce genre fut pratiqué en France à partir du XVIIIe siècle. Il pourrait être l'équivalent d’un intermède.
Par extension, le mot « saynète » désigne une courte pièce comique sans prétention, avec peu de personnages, un sketch.
Bien qu'ils soient homophones, « saynète » a un sens différent de « scénette », qui désigne simplement une petite scène, au sens d'événements émotionnels, sans lien avec la représentation théâtrale. Une saynète peut ainsi comporter plusieurs scènes, et une scénette peut ne pas être comique. C'est donc par erreur que le mot « scénette » est fréquemment employé à la place de « saynète ».